# فهرست کدهای ایمنی

## اصلی
- R۱: به هنگام رطوبت منفجر می‌شود
- R۲: خطر انفجار در اثر اصطکاک، جرقه، قرار گرفتن در مجاورت آتش یا دیگر عوامل ایجاد آتش
- R۳: خطر شدید انفجار در اثر اصطکاک، جرقه، قرار گرفتن در مجاورت آتش یا دیگر عوامل ایجاد آتش
- R۴: به هنگام تماس با فلزات منفجر می‌شود
- R۵: اگر گرما ببیند شاید منفجر شود
- R۶: با یا بدون تماس با هوا منفجر می‌شود
- R۷: ممکن است باعث آتش شود
- R۸: در صورت تماس با موارد احتراق‌پذیر ممکن است باعث آتش‌سوزی شود
- R۹: اگر با چند ماده مخلوط شود منفجر می‌گردد
- R۱۰:آتش‌گیر
- R۱۱: بسیار آتش‌گیر
- R۱۲: بسیار بسیار آتش‌گیر
- R۱۴: با آب شدیداً واکنش می‌دهد
- R۱۵: در تماس با آب گازهای شدیداً احتراق‌پذیر آزاد می‌کند
- R۱۶: در تماس با اکسیدها منفجر می‌شود
- R۱۷: در هوا خودبخود آتش می‌گیرد
- R۱۸: در استفاده ممکن است با بخار آب واکنش دهد
- R19: ممکن است پروکسیدهای سمی ایجاد کند
- R20: در صورت استنشاق آسیب می‌رساند
- R21: در صورت تماس با پوست آسیب می‌رساند
- R۲۲: در صورت بلعیدن آسیب می‌رساند
- R۲۳: خطر مسمومیت در اثر استنشاق
- R۲۴: خطر مسمومیت در صورت تماس با پوست
- R۲۵: خطر مسمومیت در صورت بلعیدن
- R۲۶: خطر مسمومیت شدید در اثر استنشاق
- R۲۷: خطر مسمومیت شدید در صورت تماس با پوست
- R۲۸: خطر مسمومیت شدید در صورت بلعیدن
- R۲۹: در تماس با آب گازهای سمی آزاد می‌کند
- R30: ممکن است در هنگام استفاده بشدت آتش‌گیر شود
- R31: در تماس با اسید گازهای سمی آزاد می‌کند
- R32: در تماس با اسید گازهای بسیار سمی آزاد می‌کند
- R33: خطر آثار تجمعی
- R۳۴: باعث سوختگی می‌شود
- R۳۵: باعث سوختگی شدید می‌شود
- R۳۶: سوزش چشم
- R۳۷: سوزش دستگاه تنفسی
- R۳۸: سوزش یا خارش پوست
- R39: خطر آسیب‌های برگشت‌ناپذیر بسیار جدی
- R40: شواهد محدود در مورد اثرات سرطان‌زایی
- R۴۱: خطر آسیب شدید به چشم‌ها
- R۴۲: امکان ایجاد حساسیت در اثر استنشاق
- R۴۳: امکان ایجاد حساسیت در اثر تماس با پوست
- R44: خطر انفجار در صورت گرما دادن در محیط بسته
- R۴۵: سرطان‌زا
- R46: امکان آسیب‌های ژنتیکی وراثتی
- R48: خطر آسیب‌های جدی به سلامت در صورت در معرض بودن به مدت طولانی
- R49: امکان ابتلا به سرطان در اثر استنشاق
- R50: بسیار سمی برای آبزیان
- R51: سمی برای آبزیان
- R52: مضر برای آبزیان
- R53: امکان ایجاد آسیب‌های بلند مدت در محیط‌های آبی
- R54: سمی برای گیاهان
- R55: سمی برای جانوران
- R56: سمی برای موجودات خاک‌زی
- R57: سمی برای زنبورهای عسل
- R58: امکان ایجاد آسیب‌های بلند مدت بر محیط زیست
- R59: خطرناک برای لایه ازون
- R60: امکان آسیب به دستگاه تناسلی
- R۶۱: امکان آسیب به کودک به دنیا نیامده
- R62: احتمال وجود خطر برای دستگاه تناسلی
- R63: احتمال وجود خطر برای کودک به دنیا نیامده
- R64: امکان آسیب به نوزادانی که از شیر مادر تغذیه می‌کنند
- R65: مضر: خطر آسیب به شش‌ها در اثر بلعیدن
- R66: در معرض قرارگیری مکرر می‌تواند باعث خشکی و ترک خوردن پوست شود
- R67: بخارها ممکن است باعث حالت گیجی و خواب‌آلودگی گردند
- R68: احتمال وجود آسیب‌های برگشت‌ناپذیر

## ترکیبی
- R14/15: با آب شدیداً واکنش می‌دهد و گازهای شدیداً احتراق‌پذیر آزاد می‌کند
- R15/29: در صورت برخورد با آب گازهای اشتعال پذیر و سمی آزاد می‌کند کند
- R20/21: مضر در صورت استنشاق و تماس با پوست
- R20/22:اگر استنشاق یا بلعیده شود مضر است
- R20/21/22: مضر از طریق استنشاق و بلع
- R21/22:در برخورد با پوست و در صورت بلع مضر است
- R23/24:سمی در صورت استنشاق و تماس با پوست
- R23/25:در صورت استنشاق یا اگر بلعیده شود سمی است
- R23/24/25:در صورت استنشاق، تماس با پوست و بلع سمی است
- R24/25:در تماس با پوست و در صورت بلع سمی است
- R26/27:خیلی سمّی در صورت استنشاق و در تماس با پوست
- R26/28:خیلی سمی در صورت بلع یا استنشاق
- R26/27/28:خیلی سمی اگر استنشاق یا بلعیده شود یا با پوست برخورد کند
- R27/28:خیلی سمی در تماس با پوست یا در صورت بلعیدن
- R36/37:سوزش چشم و دستگاه تنفسی
- R36/38:سوزش چشم و پوست
- R36/37/38:سوزش چشم، دستگاه تنفسی و پوست
- R37/38:سوزش دستگاه تنفسی و پوست
- R39/23:سمی:خطر بسیار جدی تأثیرات برگشت‌ناپذیر در صورت استنشاق
- R39/24:سمی:خطر بسیار جدی تأثیرات برگشت‌ناپذیر در صورت تماس با پوست
- R39/25:سمی:خطر بسیار جدی تأثیرات برگشت‌ناپذیر در صورت بلعیده شدن
- R39/23/24:سمی:خطر بسیار جدی تأثیرات برگشت‌ناپذیر در صورت استنشاق و تماس با پوست
- R39/23/25: سمی:خطر بسیار جدی تأثیرات برگشت‌ناپذیر در صورت استنشاق و بلعیدن
- R39/24/25: سمی:خطر بسیار جدی تأثیرات برگشت‌ناپذیر در صورت تماس با پوست و بلعیدن
- R39/23/24/25:سمی:خطر بسیار جدی تأثیرات برگشت‌ناپذیر در صورت استنشاق، تماس با پوست و بلعیدن
- R39/26:خیلی سمّی: خطر تأثیرات جبران ناپذیر بسیار جدی در صورت استنشاق
- R39/27: خیلی سمّی: خطر تأثیرات جبران ناپذیر بسیار جدی در صورت تماس با پوست
- R39/28:خیلی سمّی: خطر تأثیرات جبران ناپذیر بسیار جدی در صورت بلعیده شدن
- R39/26/27:خیلی سمّی: خطر تأثیرات جبران ناپذیر بسیار جدی در صورت استنشاق و تماس با پوست
- R39/26/28: خیلی سمّی: خطر تأثیرات جبران ناپذیر بسیار جدی در صورت استنشاق و بلعیده شدن
- R39/27/28:خیلی سمّی: خطر تأثیرات جبران ناپذیر بسیار جدی در صورت تماس با پوست و بلعیده شدن
- R39/26/27/28: :خیلی سمّی: خطر تأثیرات جبران ناپذیر بسیار جدی در صورت استنشاق، تماس با پوست و بلعیده شدن
- R42/43:شاید در صورت استنشاق و تماس با پوست باعث حساسیت شود
- R48/20:مضرّ:خطر آسیب جدی به سلامتی اگر مدت طولانی استنشاق شود
- R48/21: :مضرّ:خطر آسیب جدی به سلامتی اگر مدت طولانی با پوست در تماس باشد
- R48/22:مضرّ:خطر آسیب جدی به سلامتی اگر مکرراً بلعیده شود
- R48/20/21:مضرّ:خطر آسیب جدی به سلامتی اگر مدت طولانی استنشاق شود و در تماس با پوست باشد
- R48/20/22:مضرّ:خطر آسیب جدی به سلامتی اگر مدت طولانی استنشاق شود و اگر مکرراً بلعیده شود
- R48/21/22: مضرّ:خطر آسیب جدی به سلامتی اگر مدت طولانی در تماس با پوست باشد و مکرراً بلعیده شود
- R48/20/21/22:مضرّ:خطر آسیب جدی به سلامتی اگر مدت طولانی استنشاق شود، در تماس با پوست باشد و اگر مکرراً بلعیده شود
- R48/23:سمّی:خطر آسیب جدی به سلامتی اگر مدت طولانی در معرض استنشاق قرار بگیرد
- R48/24:سمّی:خطر آسیب جدی به سلامتی در صورت تماس مداوم با پوست
- R48/25:سمّی:خطر آسیب جدی به سلامتی در صورت بلعیدن مکرر
- R48/23/24:سمّی:خطر آسیب جدی به سلامتی در صورت استنشاق مداوم یا تماس مداوم با پوست
- R48/23/25:سمّی:خطر آسیب جدی به سلامتی در صورت استنشاق مداوم یا بلعیده شدن
- R48/24/25:سمّی:خطر آسیب جدی به سلامتی در صورت تماس مداوم با پوست و بلعیده شدن
- R48/23/24/25:سمّی:خطر آسیب جدی به سلامتی در صورت استنشاق مداوم، تماس طولانی با پوست و بلعیدن مکرر
- R50/53:بسیار سمّی برای آبزیان، شاید باعث اثرات طولانی مدت مضرّ برای زیست‌بوم آبی شود
- R51/53:سمّی برای آبزیان، شاید باعث اثرات طولانی مدت مضرّ برای زیست‌بوم آبی شود
- R52/53: مضرّ برای آبزیان، شاید باعث اثرات طولانی مدت مضرّ برای زیست‌بوم آبی شود
- R68/20:خطر احتمالی اثرات برگشت‌ناپذیر در صورت استنشاق
- R68/21:مضرّ:خطر احتمالی اثرات برگشت‌ناپذیر در صورت تماس با پوست
- R68/22:مضرّ:خطر احتمالی اثرات برگشت‌ناپذیر در صورت بلعیدن
- R68/20/21:مضرّ:خطر احتمالی اثرات برگشت‌ناپذیر در صورت استنشاق و تماس با پوست
- R68/20/22:مضرّ:خطر احتمالی اثرات برگشت‌ناپذیر در صورت استنشاق و در صورت بلعیده شدن
- R68/21/22:مضرّ:خطر احتمالی اثرات برگشت‌ناپذیر در صورت تماس با پوست و اگر بلعیده شود
- R68/20/21/22:مضر: خطر احتمالی اثرات غیرقابل برگشت از طریق استنشاق، تماس با پوست و بلعیده شدن

## منسوخ شده
- R13:گاز میعان شده به شدت آتش‌گیر.
- R47:شاید باعث نقص‌های مادرزادی شود.